# Henri Knap
Henri Knap (Amsterdam, 8 februari 1911 – Amstelveen, 4 maart 1986) was een Nederlands journalist, schrijver en een verzetsstrijder tijdens de Tweede Wereldoorlog.

## Jeugd, opleiding en werk
Knap werd geboren als zoon van de accountant Willem Knap, in een familie van beeldend kunstenaars. Zijn moeder Letje Ansingh was een zuster van schilderes Lizzy Ansingh. Een andere tante, Threesje Ansingh, schilderde ook. Zijn grootmoeder Clara Ansingh-Schwartze was een zuster van schilderes Thérèse Schwartze. Knap volgde het gymnasium en was vanaf 1930 werkzaam als journalist bij de Arnhemse Courant, hoewel zijn vader, inmiddels hoofdredacteur van die krant, hem dit had afgeraden.

## Oorlogstijd
Tijdens de Duitse bezetting schreef Knap onder pseudoniem hoorspelen voor de Nederlandsche Omroep, maar in 1943 stopte hij daarmee. In dezelfde tijd nam hij ook ontslag bij de Arnhemse Courant, toen daar een NSB-hoofdredacteur was benoemd. Tijdens de oorlog had Knap Joodse onderduikers in huis. In 1944 was hij hoofd van de inlichtingendienst van de NBS, afdeling Arnhem, een verzetsorganisatie die onder andere de geallieerden inlichtingen verstrekte tijdens de Slag om Arnhem, een onderdeel van operatie Market Garden.
In zijn in 1974 verschenen standaardwerk Radio Hilversum 1940-1945 had de journalist Dick Verkijk aangetoond dat Knap tijdens de Tweede Wereldoorlog onder pseudoniem propagandistische hoorspelen had geschreven voor de Duitsers. Knap ontkende aanvankelijk en verdedigde zich vervolgens met de bewering dat hij dit had gedaan om via de Nederlandse radio codeberichten naar Engeland te kunnen sturen, wat door Verkijk als ongeloofwaardig terzijde werd geschoven. Toen De ronde van '43 verscheen, werd deze kwestie door Hugo Brandt Corstius weer opgerakeld. Philip Mok nam het voor Knap op.

## Naoorlogse werkzaamheden
Na de oorlog werkte Knap voor het uit het verzet voortgekomen Amsterdamse dagblad Het Parool. Hij had hierin jarenlang de veelgelezen dagelijkse rubriek Amsterdams Dagboek, waarin hij Amsterdamse kwesties behandelde. Volgens sommigen was hij daarbij een scherp observator met een besliste stellingname. Anderen vonden zijn stukjes oubollig en burgerlijk. Daarnaast was hij docent aan het Instituut voor Perswetenschappen. Door sommige van zijn oud-leerlingen zou hij later worden herinnerd als een docent met dogmatische opvattingen, zonder oog voor New Journalism. Begin jaren zeventig was hij een vast panellid in De Berend Boudewijn Kwis en later jureerde hij in het KRO-spelprogramma Cijfers en Letters, gepresenteerd door onder anderen  Maartje van Weegen en Robert ten Brink.

## Dagboekanier
Naar zijn rubriek noemde hij zichzelf Dagboekanier. De naam van het bekende Amsterdamse beeld Het Lieverdje is in deze rubriek ontstaan. Verder was Knap de bedenker en inspirator van het Witte Bedjesplan uit 1946, dat sinterklaascadeautjes voor zieke kinderen in ziekenhuizen verzorgde. Elk jaar hield Het Parool daarvoor in de krant een inzamelactie, waarbij Fiep Westendorp tekeningen verzorgde.

## Romancier
Naast columns schreef Knap ook romans. Hij schreef het Boekenweekgeschenk voor 1981, nadat het manuscript van Gerard Reve door de organiserende CPNB was afgekeurd, omdat deze zich niet gehouden zou hebben aan de afspraak om geen herenliefde te beschrijven. (Het zou later verschijnen onder de titel De vierde man.) Knap leverde een (autobiografisch) manuscript in met als titel De ronde van '43, over een moeilijke en vergeefse zoektocht van een man met een joods meisje achter op zijn fiets, naar een onderduikadres voor haar. Dit speelt zich af op één dag in de Tweede Wereldoorlog in een provinciestadje. De novelle verscheen in een oplage van 386.000 exemplaren. De kritiek was vernietigend.

## Persoonlijk leven
Knap was van 1952 tot 1956 gehuwd met Jacqueline Jochems (1924-2006) en had twee dochters uit een eerder huwelijk. Hij was lid van de Amsterdamse Vrijmetselaarsloge Concordia Vincit Animos.

## Uitspraken
"Ik ben het gelukkigst in mijn loge."
"Het feit dat Mozarts lidmaatschap van de Vrijmetselarij hardnekkig wordt verzwegen is louter hypocrisie."
"Dat de gehuwde man hier in den lande als gastarbeider lange tijd zonder zijn vrouw en kinderen moet doorbrengen is onhygiënisch!"